# FedEx Express
A FedEx Express, anteriormente Federal Express, é uma empresa aérea de carga sediada em Memphis, Tennessee, Estados Unidos. É a maior empresa aérea do mundo em termos de toneladas de mercadorias transportadas e a nona maior em termos de tamanho da frota. É uma subsidiária da FedEx Corporation, fornecendo pacotes e cargas para mais de 375 destinos em quase todos os países todos os dias. A FedEx Express é a maior empresa de frete expresso do mundo.
Sua sede principal fica em Memphis, Tennessee, com seu hub global localizado no Aeroporto Internacional de Memphis. Nos Estados Unidos, a FedEx Express possui um hub nacional no Aeroporto Internacional de Indianápolis e hubs regionais localizados nos aeroportos de Anchorage-Ted Stevens, Oakland, Newark, Fort Worth Alliance e Miami. Os centros internacionais estão localizados nos aeroportos de Paris-Charles de Gaulle, Guangzhou-Baiyun, Toronto-Pearson e Colônia-Bonn.

## Frota
A frota da FedEx Express é composta pelas seguintes aeronaves (em julho de 2020):
| Airbus A300-600F         |  | 65  | —  |                                    |  |  |  |
| ATR 42-300F              |  | 24  | —  |                                    |  |  |  |
| ATR 72-200F              |  | 20  | —  |                                    |  |  |  |
| Boeing 737-400F          |  | 9   | —  | Operados pela ASL Airlines Belgium |  |  |  |
| Boeing 737-800F          |  | 1   | —  | Operados pela West Atlantic UK     |  |  |  |
| Boeing 757-200F          |  | 119 | —  |                                    |  |  |  |
| Boeing 767-300F          |  | 89  | 12 |                                    |  |  |  |
| Boeing 777-F             |  | 44  | 7  |                                    |  |  |  |
| McDonnell Douglas DC-10  |  | 21  | —  |                                    |  |  |  |
| McDonnell Douglas MD-11F |  | 58  | —  |                                    |  |  |  |
| Cessna Grand Carvan      |  | 9   | -  |                                    |  |  |  |
| Total                    |  | 459 | 19 |                                    |  |  |  |

Em julho de 2020, a frota da empresa aérea tem uma idade média de 21,1 anos.